# Laguna Petexbatún
A  Laguna Petexbatún  é uma laguna localizada na Guatemala, cuja cota de altitude é de 130 metros acima do nível do mar. Localiza-se no departamento de El Petén, no município de Sayaxché.
Esta Lagoa da lugar ao rio Petexbatún que é tributário do rio La Pasión, ao sul do departamento de Petén. Esta laguna é alimentada por dois rios de menos caudal, o rio Aguateca e o rio El Faisán.
Arqueólogos têm dado o nome de Estado Petexbatún um grupo de sítios arqueológicos maias localizadas nesta região de Petén , na Guatemala, incluindo depósitos Seibal, Itzan, Dos Pilas, Aguateca, Tamarindito, de Punta Chimino, Nascimento e outros, onde estavam estacionados como muitas cidades maias do Período Clássico mesoamericano.
Este território foi abandonado no período clássico tardio, quando a civilização Maia sofreu um colapso ocorrido de sul para norte e abandonaram praticamente toda a região Peten que durante séculos tinha estado sob seu controle.
Alguns sitios, voltaram novamente a ser habitados mais tarde, como no caso de Seibal, embora possivelmente por grupos étnicos estrangeiros (possivelmente os maias Putun retornandos das planícies do norte.
As informações derivadas de explorações arqueológicas e investigações realizadas em toda a região, tem sido valiosas para explicar as razões para o colapso da Maia do clássico.